# Dorymyrmex smithi
Dorymyrmex smithi é uma espécie de formiga do gênero Dorymyrmex.